# Agyriaceae
Agyriaceae is een botanische naam voor een familie van korstmossen behorend tot de orde Pertusariales. Het typegeslacht is Agyrium.

## Geslachten
De familie bestaat uit de volgende twee geslachten:
- Agyrium (2)
- Miltidea (1)